# 鹽水港堡
鹽水港堡，是台灣南部自清治時期至日治初期的一個行政區劃，其範圍包括今台南市的鹽水區中北部。
鹽水港堡北邊為龍蛟潭堡、白鬚公潭堡，東邊為下茄苳北堡、下茄苳南堡，南邊為太子宮堡，鐵線橋堡，西邊為學甲堡。

## 管轄街庄
鹽水港堡共轄11個街庄：
- 今鹽水區境內：鹽水港街、土庫庄、竹仔腳庄、溪洲藔庄、岸內庄、下中庄、舊營庄、番仔厝庄、田藔庄、飯店庄、孫厝藔庄